# 貝維尤 (加利福尼亞州洪堡縣)
貝維尤（英語：Bayview）是位於美國加利福尼亞州洪堡縣的一個人口普查指定地區。

## 地理
貝維尤的座標為40°46′21″N 124°11′02″W / 40.77250°N 124.18389°W，而該地最高點為海拔高度20米（即66英尺）。

## 人口
根據2010年美國人口普查的數據，貝維尤的面積為1.90平方千米，當中陸地面積為1.90平方千米，而水域面積為0.00平方千米。當地共有人口2510人，而人口密度為每平方千米1,321人。